# Guitar Hero World Tour
Guitar Hero: World Tour, también conocido como Guitar Hero 4, es un videojuego de música de la serie Guitar Hero desarrollado por Neversoft y publicado por Activision. Este lanzamiento pretende ser una versión maximizada de versiones anteriores y contiene, al igual que su gran rival Rock Band, los controles del momento: la guitarra, la batería, el micrófono y el bajo para crear una sensación de estar realmente en una banda de rock.

## Periféricos

### Guitarra
La guitarra es técnicamente igual a las anteriores del Guitar Hero, de hecho, las guitarras de juegos anteriores de la saga Guitar Hero funcionan en Guitar Hero World Tour (bajo o guitarra); la diferencia es que tiene paneles táctiles en el medio del mástil. Las guitarras de Rock Band y Rock Band 2 también son compatibles con Guitar Hero: World Tour. 
En Guitar Hero, este panel está liso, para una mayor facilidad en los solos de las diferentes canciones, en cambio, en el panel de Rock Band, los botones están por encima, por lo que hay que ir presionando cada nota.
En cuanto a la elección virtual de la guitarra (dentro del juego), la modalidad es distinta a las otras sagas de Guitar Hero. Ya no hay marcas famosas como Ibanez o Gibson, sino que le da la opción al jugador de poder personalizar su instrumento, ya sea cambiándole la forma del cuerpo, las cuerdas, el color del cuerpo y los puentes.

### Batería
La batería de GH:WT cuenta con 3 tambores, 2 platillos elevados (charles y cimbal/crash) y un pedal simulando un bombo. Además que cuenta con un sensor de sensibilidad al golpe, es decir que dependiendo de con cuanta fuerza se golpee cada platillo o disco crea sonidos diferentes. 
La batería combina controladores más grandes y silenciosos, sensibles a la velocidad, con una construcción de plástico recubierto de goma suave que permite unos rebotes auténticos y que, al mismo tiempo, es fácil de montar, de mover y de guardar.
La batería universal del juego de Rock Band sirve de todos modos con el World Tour, pero con una diferencia, la batería de Rock Band tiene 4 pads y la de World Tour tiene 5, por lo que, con la batería de Rock Band solo veras 4 pads y no 5, pero la forma de juego será igual, solo que con un pad menos y también se puede al revés la batería de World Tour funciona con Rock Band solo que el pad naranja no va a funcionar.

### Micrófono
El micrófono parece un micrófono común y corriente, con la diferencia de que en Guitar Hero World Tour el cable se conecta vía USB. Otra diferencia es que, cuando no haya letra en la canción, habrá partes donde se puede hacer puntos extra improvisando, además de poder activar el poder estrella en cualquier momento dando un leve golpe al micrófono o bien precionando el boton "A" del control asignado.

## Canciones
Guitar Hero: World Tour contiene 86 canciones, todas son versiones originales .

| Año              | Canción                             | Artista                            | Guitarrista                                | Baterista                                | Bajista                                  | Cantante                                 | Banda                                    |
| ---------------- | ----------------------------------- | ---------------------------------- | ------------------------------------------ | ---------------------------------------- | ---------------------------------------- | ---------------------------------------- | ---------------------------------------- |
| 1994             | "About a Girl" (Unplugged Live)     | Nirvana                            | 1.2 Phi Psi Kappa(USA)                     | 4.3 Pang Tang Bay (Hong Kong)            | 2.1 Phi Psi Kappa(USA)                   | 3.1 Wilted Orchid (Sweden)               | 1.2 House of Blues (Los Angeles)         |
| 2007             | "Aggro"                             | The Enemy                          | 11.2 Ted's Tiki Hut (Tahiti)               | 15.2 Tesla's Coil (Australia)            | 11.2 Ted's Tiki Hut (Tahiti)             | 11.4 Ted's Tiki Hut (Tahiti)             | 11.2 Ted's Tiki Hut (Tahiti)             |
| 1970             | "American Woman"                    | The Guess Who                      | 9.2 Strutter's Farm (Kentucky)             | 12.1 AT&T Park (San Francisco)           | 7.1 House of Blues (Los Angeles)         | 14.3 AT&T Park (San Francisco)           | 10.1 Rock Brigade (The Pacific)          |
| 1980             | "Antisocial"                        | Trust?                             | 16.3 Ozzfest (Germany)                     | 8.3 Swamp Shack (Louisiana)              | 16.4 Ozzfest (Germany)                   | 17.3 Times Square (New York City)        | 17.1 Times Square (New York City)        |
| 1993             | "Are You Gonna Go My Way"           | Lenny Kravitz                      | 14.1 AT&T Park (San Francisco)             | 3.1 Phi Psi Kappa(USA)                   | 9.5 Rock Brigade (The Pacific) Encore    | 7.3 Rock Brigade (The Pacific)           | 9.1 Strutter's Farm (Kentucky)           |
| 2006             | "Assassin"                          | Muse                               | 14.3 AT&T Park (San Francisco)             | 17.3 Times Square (New York City)        | 17.4 Times Square (New York City)        | 12.3 Amoeba Records (Los Angeles)        | 17.5 Times Square (New York City)        |
| 2005             | "B.Y.O.B."                          | System of a Down                   | 17.6 Times Square (New York City)          | 17.6 Times Square (New York City)        | 17.7 Times Square (New York City) Encore | 17.5 Times Square (New York City)        | 17.7 Times Square (New York City) Encore |
| 1973             | "Band on the Run"                   | Wings                              | 4.1 Pang Tang Bay (Hong Kong)              | 2.2 House of Blues (Los Angeles)         | 5.1 Amoeba Records (Los Angeles)         | 10.3 Strutter´s Farm (Kentucky)          | 3.3 Pang Tang Bay (Hong Kong) Encore     |
| 1982             | "Beat It"                           | Michael Jackson                    | 12.5 Will Heilm's Keep (England) Encore    | 1.3 Wilted Orchid (Sweden) Encore        | 1.3 Pang Tang Bay (Hong Kong) Encore     | 17.7 Times Square (New York City) Encore | 9.3 Strutter's Farm (Kentucky)           |
| 1997             | "Beautiful Disaster"                | 311                                | 2.1 Wilted Orchid (Sweden)                 | 10.1 Will Heilm's Keep (England)         | 8.1 Wilted Orchid (Sweden)               | 7.2 Rock Brigade (The Pacific)           | 4.1 Bone Church (Poland)                 |
| 1980             | "Crazy Train"                       | Ozzy Osbourne                      | 16.6 Ozzfest (Germany) Encore              | 14.6 Ozzfest (Germany) Encore            | 16.6 Ozzfest (Germany) Encore            | 4.4 Ozzfest (Germany) Encore             | 16.6 Ozzfest (Germany) Encore            |
| 1997             | "Dammit"                            | Blink-182                          | 8.4 Rock Brigade (The Pacific)             | 16.5 Rock Brigade (The Pacific)          | 9.4 Rock Brigade (The Pacific)           | 7.4 Rock Brigade (The Pacific)           | 10.4 Rock Brigade (The Pacific)          |
| 2005             | "Demolition Man" (Live)             | Sting                              | 12.4 Will Heilm's Keep (England)           | 10.4 Will Heilm's Keep (England)         | 10.4 Will Heilm's Keep (England)         | 16.5 Will Heilm's Keep (England)         | 12.4 Will Heilm's Keep (England)         |
| 1972             | "Do It Again"                       | Steely Dan                         | 7.4 Swamp Shack (Louisiana)                | 7.1 Strutter's Farm (Kentucky)           | 12.1 Strutter's Farm (Kentucky)          | 2.1 Pang Tang Bay (Hong Kong)            | 5.1 Swamp Shack (Louisiana)              |
| 1984             | "Escuela de Calor"                  | Radio Futura                       | 14.4 AT&T Park (San Francisco)             | 5.2 Bone Church (Poland)                 | 14.2 AT&T Park (San Francisco)           | 16.4 Will Heilm's Keep (England)         | 12.2 Will Heilm's Keep (England)         |
| 1997             | "Everlong"                          | Foo Fighters                       | 8.5 Rock Brigade (The Pacific) Encore      | 16.6 Rock Brigade (The Pacific) Encore   | 12.5 Strutter's Farm (Kentucky) Encore   | 12.2 Amoeba Records (Los Angeles)        | 14.2 AT&T Park (San Francisco)           |
| 1982             | "Eye of the Tiger"                  | Survivor                           | 7.1 Swamp Shack (Louisiana)                | 1.1 Wilted Orchid (Sweden)               | 3.1 Swamp Shack (Louisiana)              | 7.5 Rock Brigade (The Pacific) Encore    | 2.3 Phi Psi Kappa(USA) Encore            |
| 1994             | "Feel the Pain"                     | Dinosaur Jr.                       | 8.3 Rock Brigade (The Pacific)             | 9.3 Amoeba Records (Los Angeles)         | 7.4 House of Blues (Los Angeles)         | 1.1 Phi Psi Kappa(USA)                   | 4.2 Bone Church (Poland)                 |
| 2004             | "Float On"                          | Modest Mouse                       | 13.3 Recording Studio (Canadá)             | 11.2 Ted's Tiki Hut (Tahiti)             | 11.3 Ted's Tiki Hut (Tahiti)             | 15.1 Tesla's Coil (Australia)            | 11.5 Ted's Tiki Hut (Tahiti)             |
| 1998             | "Freak on a Leash"                  | Korn                               | 5.2 Amoeba Records (Los Angeles)           | 14.4 Ozzfest (Germany)                   | 10.5 Will Heilm's Keep (England) Encore  | 5.1 Swamp Shack (Louisiana)              | 8.4 Wilted Orchid (Sweden)               |
| 1977             | "Go Your Own Way"                   | Fleetwood Mac                      | 9.4 Strutter's Farm (Kentucky)             | 10.3 Will Heilm's Keep (England)         | 7.3 House of Blues (Los Angeles)         | 12.5 Amoeba Records (Los Angeles) Encore | 9.5 Strutter's Farm (Kentucky) Encore    |
| 2007             | "Good God"                          | Anouk                              | 11.4 Ted's Tiki Hut (Tahiti)               | 18.3 Sunna's Chariot (Asgard)            | 15.1 Tesla's Coil (Australia)            | 18.3 Sunna's Chariot (Asgard)            | 15.3 Tesla's Coil (Australia)            |
| 2008             | "Hail to the Freaks"                | Beatsteaks                         | 15.2 Tesla's Coil (Australia)              | 13.5 Recording Studio (Canadá)           | 11.5 Ted's Tiki Hut (Tahiti)             | 15.2 Tesla's Coil (Australia)            | 13.5 Recording Studio (Canadá)           |
| 1979             | "Heartbreaker"                      | Pat Benatar                        | 9.1 Strutter's Farm (Kentucky)             | 9.1 Amoeba Records (Los Angeles)         | 9.2 Rock Brigade (The Pacific)           | 10.2 Strutter´s Farm (Kentucky)          | 9.2 Strutter's Farm (Kentucky)           |
| 1995             | "Hey Man, Nice Shot"                | Filter                             | 8.2 Rock Brigade (The Pacific)             | 12.2 AT&T Park (San Francisco)           | 16.2 Ozzfest (Germany)                   | 8.1 House of Blues (Los Angeles)         | 10.2 Rock Brigade (The Pacific)          |
| 1978             | "Hollywood Nights"                  | Bob Seger & The Silver Bullet Band | 15.4 Tesla's Coil (Australia)              | 15.4 Tesla's Coil (Australia)            | 18.3 Sunna's Chariot (Asgard)            | 13.1 Recording Studio (Canadá)           | 15.5 Tesla's Coil (Australia)            |
| 1984             | "Hot for Teacher"                   | Van Halen                          | 17.7 Times Square (New York City) Encore   | 17.7 Times Square (New York City) Encore | 17.3 Times Square (New York City)        | 8.5 House of Blues (Los Angeles) Encore  | 17.6 Times Square (New York City)        |
| 1976             | "Hotel California"                  | Eagles                             | 5.4 Amoeba Records (Los Angeles) Encore    | 4.4 Pang Tang Bay (Hong Kong) Encore     | 7.2 House of Blues (Los Angeles)         | 8.2 House of Blues (Los Angeles)         | 5.4 Swamp Shack (Louisiana) Encore       |
| 1973             | "The Joker"                         | Steve Miller Band                  | 5.1 Amoeba Records (Los Angeles)           | 1.2 Wilted Orchid (Sweden)               | 5.4 Amoeba Records (Los Angeles) Encore  | 8.3 House of Blues (Los Angeles)         | 3.2 Pang Tang Bay (Hong Kong)            |
| 2008 (regrabada) | "Kick Out the Jams"                 | MC5's Wayne Kramer                 | 10.2 House of Blues (Los Angeles)          | 9.5 Amoeba Records (Los Angeles) Encore  | 10.1 Will Heilm's Keep (England)         | 16.1 Will Heilm's Keep (England)         | 12.1 Will Heilm's Keep (England)         |
| 2005             | "The Kill"                          | 30 Seconds to Mars                 | 12.1 Will Heilm's Keep (England)           | 16.4 Rock Brigade (The Pacific)          | 9.3 Rock Brigade (The Pacific)           | 16.2 Will Heilm's Keep (England)         | 14.4 AT&T Park (San Francisco)           |
| 2005             | "L'Via L'Viaquez"                   | The Mars Volta                     | 10.1 House of Blues (Los Angeles)          | 9.2 Amoeba Records (Los Angeles)         | 17.1 Times Square (New York City)        | 17.6 Times Square (New York City)        | 14.3 AT&T Park (San Francisco)           |
| 1987             | "La Bamba"                          | Los Lobos                          | 17.2 Times Square (New York City)          | 17.2 Times Square (New York City)        | 12.3 Strutter's Farm (Kentucky)          | 14.1 AT&T Park (San Francisco)           | 17.4 Times Square (New York City)        |
| 2007             | "Lazy Eye"                          | Silversun Pickups                  | 13.1 Recording Studio (Canadá)             | 13.3 Recording Studio (Canadá)           | 13.3 Recording Studio (Canadá)           | 13.2 Recording Studio (Canadá)           | 13.1 Recording Studio (Canadá)           |
| 1986             | "Livin' on a Prayer"                | Bon Jovi                           | 1.1 Phi Psi Kappa(USA)                     | 3.3 Phi Psi Kappa(USA) Encore            | 8.2 Wilted Orchid (Sweden)               | 16.6 Will Heilm's Keep (England) Encore  | 7.1 Amoeba Records (Los Angeles)         |
| 1967             | "Love Me Two Times"                 | The Doors                          | 10.5 House of Blues (Los Angeles) Encore   | 7.5 Strutter's Farm (Kentucky) Encore    | 14.1 T&T Park (San Francisco)            | 10.5 Strutter's Farm (Kentucky) Encore   | 10.3 Rock Brigade (The Pacific)          |
| 1987             | "Love Removal Machine"              | The Cult                           | 16.1 Ozzfest (Germany)                     | 7.3 Strutter's Farm (Kentucky)           | 10.2 Will Heilm's Keep (England)         | 8.4 House of Blues (Los Angeles)         | 8.5 Wilted Orchid (Sweden) Encore        |
| 1994             | "Love Spreads"                      | The Stone Roses                    | 18.1 Sunna's Chariot (Asgard)              | 18.4 Sunna's Chariot (Asgard)            | 15.3 Tesla's Coil (Australia)            | 13.3 Recording Studio (Canadá)           | 18.1 Sunna's Chariot (Asgard)            |
| 2001             | "The Middle"                        | Jimmy Eat World                    | 8.1 Rock Brigade (The Pacific)             | 5.1 Bone Church (Poland)                 | 9.1 Rock Brigade (The Pacific)           | 12.1 Amoeba Records (Los Angeles)        | 8.1 Wilted Orchid (Sweden)               |
| 2007             | "Misery Business"                   | Paramore                           | 5.3 Amoeba Records (Los Angeles)           | 9.4 Amoeba Records (Los Angeles)         | 5.3 Amoeba Records (Los Angeles)         | 12.4 Amoeba Records (Los Angeles)        | 7.4 Amoeba Records (Los Angeles)         |
| 2007             | "Monsoon"                           | Tokio Hotel                        | 11.1 Ted's Tiki Hut (Tahiti)               | 11.3 Ted's Tiki Hut (Tahiti)             | 13.2 Recording Studio (Canadá)           | 11.3 Ted's Tiki Hut (Tahiti)             | 11.1 Ted's Tiki Hut (Tahiti)             |
| 1988             | "Mountain Song"                     | Jane's Addiction                   | 1.3 Phi Psi Kappa (USA) Encore)            | 16.1 Rock Brigade (The Pacific)          | 8.5 Wilted Orchid (Sweden) Encore        | 9.3 Bone Church (Poland)                 | 8.2 Wilted Orchid (Sweden)               |
| 1980             | "Mr. Crowley"                       | Ozzy Osbourne                      | 16.5 Ozzfest (Germany)                     | 14.5 Ozzfest (Germany)                   | 16.5 Ozzfest (Germany)                   | 4.3 Ozzfest (Germany)                    | 16.5 Ozzfest (Germany)                   |
| 2005             | "Never Too Late"                    | The Answer                         | 18.2 Sunna's Chariot (Asgard)              | 15.1 Tesla's Coil (Australia)            | 18.2 Sunna's Chariot (Asgard)            | 18.4 Sunna's Chariot (Asgard)            | 18.2 Sunna's Chariot (Asgard)            |
| 1986             | "No Sleep Till Brooklyn"            | Beastie Boys featuring Kerry King  | 4.4 Pang Tang Bay (Hong Kong) Encore       | 2.3 House of Blues (Los Angeles) Encore  | 1.1 Pang Tang Bay (Hong Kong)            | 1.3 Phi Psi Kappa(USA) Encore            | 1.1 House of Blues (Los Angeles)         |
| 2006             | "Nuvole E Lenzuola"                 | Negramaro                          | 13.4 Recording Studio (Canadá)             | 13.4 Recording Studio (Canadá)           | 13.5 Recording Studio (Canadá)           | 13.4 Recording Studio (Canadá)           | 13.3 Recording Studio (Canadá)           |
| 2002             | "Obstacle 1"                        | Interpol                           | 2.2 Wilted Orchid (Sweden)                 | 17.1 Times Square (New York City)        | 4.4 Bone Church (Poland) ) Encore        | 9.2 Bone Church (Poland)                 | 7.5 Amoeba Records (Los Angeles) Encore  |
| 1980             | "On the Road Again" (Live)          | Willie Nelson                      | 10.4 House of Blues (Los Angeles)          | 2.1 House of Blues (Los Angeles)         | 3.3 Swamp Shack(Louisiana) Encore        | 10.1 Strutter´s Farm (Kentucky)          | 5.2 Swamp Shack (Louisiana)              |
| 2000             | "One Armed Scissor"                 | At the Drive-In                    | 11.5 Ted's Tiki Hut (Tahiti)               | 15.5 Tesla's Coil (Australia)            | 18.1 Sunna's Chariot (Asgard)            | 18.1 Sunna's Chariot (Asgard)            | 15.4 Tesla's Coil (Australia)            |
| 1987             | "The One I Love"                    | R.E.M.                             | 2.3 Wilted Orchid (Sweden) Encore          | 8.2 Swamp Shack (Louisiana)              | 2.3 Phi Psi Kappa(USA) Encore            | 3.2 Wilted Orchid (Sweden)               | 3.1 Pang Tang Bay (Hong Kong)            |
| 1979             | "One Way or Another"                | Blondie                            | 7.3 Swamp Shack (Louisiana)                | 8.1 Swamp Shack (Louisiana)              | 2.2 Phi Psi Kappa(USA)                   | 17.1 Times Square (New York City)        | 7.3 Amoeba Records (Los Angeles)         |
| 2006             | "Our Truth"                         | Lacuna Coil                        | 16.2 Ozzfest (Germany)                     | 14.3 Ozzfest (Germany)                   | 16.3 Ozzfest (Germany)                   | 16.3 Will Heilm's Keep (England)         | 16.3 Ozzfest (Germany)                   |
| 2008 (regrabada) | "Overkill"                          | Motörhead                          | 17.4 Times Square (New York City)          | 14.1 Ozzfest (Germany)                   | 17.5 Times Square (New York City)        | 1.2 Phi Psi Kappa(USA)                   | 16.1 Ozzfest (Germany)                   |
| 2002             | "Parabola"                          | Tool                               | 6.1 Tool (USA)                             | 6.1 Tool (USA)                           | 6.1 Tool (USA)                           | 6.1 Tool (USA)                           | 6.1 Tool (USA)                           |
| 2007 (regrabada) | "Pretty Vacant"                     | Sex Pistols                        | 13.5 Recording Studio (Canadá)             | 15.3 Tesla's Coil (Australia)            | 13.4 Recording Studio (Canadá)           | 11.2 Ted's Tiki Hut (Tahiti)             | 13.2 Recording Studio (Canadá)           |
| 1998             | "Prisoner of Society"               | The Living End                     | 16.4 Ozzfest (Germany)                     | 14.2 Ozzfest (Germany)                   | 17.6 Times Square (New York City)        | 5.2 Swamp Shack (Louisiana)              | 16.2 Ozzfest (Germany)                   |
| 1992             | "Pull Me Under"                     | Dream Theater                      | 18.4 Sunna's Chariot (Asgard)              | 18.5 Sunna's Chariot (Asgard)            | 18.5 Sunna's Chariot (Asgard)            | 18.5 Sunna's Chariot (Asgard)            | 18.4 Sunna's Chariot (Asgard)            |
| 1968             | "Purple Haze" (En Vivo)             | The Jimi Hendrix Experience        | 14.6 AT&T Park (San Franscico) Encore      | 12.5 AT&T Park (San Franscico) Encore    | 14.6 AT&T Park (San Franscico) Encore    | 14.6 AT&T Park (San Franscico) Encore    | 14.6 AT&T Park (San Franscico) Encore    |
| 1973             | "Ramblin' Man"                      | The Allman Brothers Band           | 9.3 Strutter´s Farm (Kentucky)             | 7.2 Strutter's Farm (Kentucky)           | 12.2 Strutter's Farm (Kentucky)          | 2.2 Pang Tang Bay (Hong Kong)            | 7.2 Amoeba Records (Los Angeles)         |
| 2008             | "Re-Education (Through Labor)"      | Rise Against                       | 17.1 Times Square (New York City)          | 8.5 Swamp Shack (Louisiana) Encore       | 14.4 AT&T Park (San Francisco)           | 17.4 Times Square (New York City)        | 17.2 Times Square (New York City)        |
| 1984             | "Rebel Yell"                        | Billy Idol                         | 12.3 Will Heilm´s Keep (England)           | 5.4 Bone Church (Poland ) Encore         | 8.4 Wilted Orchid (Sweden)               | 9.5 Bone Church (Poland) Encore          | 8.3 Wilted Orchid (Sweden)               |
| 2006             | "Rooftops (A Liberation Broadcast)" | Lostprophets                       | 11.3 Ted's Tiki Hut (Tahiti)               | 13.1 Recording Studio (Canadá)           | 15.2 Tesla's Coil (Australia)            | 11.1 Ted's Tiki Hut (Tahiti)             | 11.3 Ted's Tiki Hut (Tahiti)             |
| 1996             | "Santería"                          | Sublime                            | 10.3 House of Blues (Los Angeles)          | 12.3 AT&T Park (San Francisco)           | 14.3 AT&T Park (San Francisco)           | 9.1 Bone Church (Poland)                 | 12.3 Will Heilm's Keep (England)         |
| 1987             | "Satch Boogie"                      | Joe Satriani                       | 18.5 Sunna's Chariot (Asgard)              | 18.1 Sunna's Chariot (Asgard)            | 15.5 Tesla's Coil (Australia)            | --                                       | 18.5 Sunna's Chariot (Asgard)            |
| 2001             | "Schism"                            | Tool                               | 6.2 Tool (USA)                             | 6.2 Tool (USA)                           | 6.2 Tool (USA)                           | 6.2 Tool (USA)                           | 6.2 Tool (USA)                           |
| 2007             | "Scream Aim Fire"                   | Bullet for My Valentine            | 17.3 Times Square (New York City)          | 17.4 Times Square (New York City)        | 16.1 Ozzfest (Germany)                   | 4.2 Ozzfest (Germany)                    | 16.4 Ozzfest (Germany)                   |
| 2000             | "Shiver"                            | Coldplay                           | 12.2 Will Heilm's Keep (England)           | 16.3 Rock Brigade (The Pacific)          | 4.1 Bone Church (Poland)                 | 17.2 Times Square (New York City)        | 12.5 Will Heilm's Keep (England) Encore  |
| 1995             | "Some Might Say"                    | Oasis                              | 3.1 Bone Church (Poland)                   | 4.2 Pang Tang Bay (Hong Kong)            | 4.2 Bone Church (Poland)                 | 7.1 Rock Brigade (The Pacific)           | 2.2 Phi Psi Kappa(USA)                   |
| 1992             | "Soul Doubt"                        | NOFX                               | 15.5 Tesla´s Coil (Australia)              | 18.2 Sunna's Chariot (Asgard)            | 18.4 Sunna's Chariot (Asgard)            | 15.4 Tesla's Coil (Australia)            | 18.3 Sunna's Chariot (Asgard)            |
| 1995             | "Spiderwebs"                        | No Doubt                           | 7.2 Swamp Shack (Louisiana)                | 16.2 Rock Brigade (The Pacific)          | 10.3 Will Heilm's Keep (England)         | 14.2 AT&T Park (San Francisco)           | 10.5 Rock Brigade (The Pacific) Encore   |
| 2003             | "Stillborn"                         | Black Label Society                | 7.6 Swamp Shack (Louisiana) Encore         | 8.4 Swamp Shack (Louisiana)              | 3.2 Swamp Shack(Louisiana)               | 5.3 Swamp Shack (Louisiana)              | 5.3 Swamp Shack (Louisiana)              |
| 1975             | "Stranglehold"                      | Ted Nugent                         | 9.6 Strutter's Farm (Kentucky) Encore      | 7.4 Strutter's Farm (Kentucky)           | 12.4 Strutter's Farm (Kentucky)          | 10.4 Strutter´s Farm (Kentucky) )}}      | 9.4 Strutter's Farm (Kentucky)           |
| 1974             | "Sweet Home Alabama" (Live)         | Lynyrd Skynyrd                     | 14.2 AT&T Park (San Francisco)             | 10.5 Will Heilm's Keep (England) Encore  | 7.5 House of Blues (Los Angeles) Encore  | 14.4 AT&T Park (San Francisco)           | 14.1 AT&T Park (San Francisco)           |
| 2008             | "Ted Nugent Guitar Duel"            | Ted Nugent                         | 9.5 Strutter's Farm (Kentucky) Boss Battle | --                                       | --                                       | --                                       | --                                       |
| 1993             | "Today"                             | The Smashing Pumpkins              | 3.2 Bone Church (Poland)                   | 5.3 Bone Church (Poland)                 | 4.3 Bone Church (Poland)                 | 9.4 Bone Church (Poland)                 | 4.3 Bone Church (Poland)                 |
| 2007             | "Too Much, Too Young, Too Fast"     | Airbourne                          | 13.2 Recording Studio (Canadá)             | 11.1 Ted's Tiki Hut (Tahiti)             | 11.1 Ted's Tiki Hut (Tahiti)             | 15.5 Tesla's Coil (Australia)            | 11.4 Ted's Tiki Hut (Tahiti)             |
| 2006             | "Toy Boy"                           | Stuck in the Sound                 | 15.1 Tesla's Coil (Australia)              | 11.4 Ted's Tiki Hut (Tahiti)             | 13.1 Recording Studio (Canadá)           | 18.2 Sunna's Chariot (Asgard)            | 13.4 Recording Studio (Canadá)           |
| 1984             | "Trapped Under Ice"                 | Metallica                          | 17.5 Times Square (New York City)          | 17.5 Times Square (New York City)        | 17.2 Times Square (New York City)        | 5.4 Swamp Shack (Louisiana) Encore       | 17.3 Times Square (New York City)        |
| 1970             | "Up Around the Bend"                | Creedence Clearwater Revival       | 4.3 Pang Tang Bay (Hong Kong)              | 4.1 Pang Tang Bay (Hong Kong)            | 5.2 Amoeba Records (Los Angeles)         | 2.3 Pang Tang Bay (Hong Kong) Encore     | 2.1 Phi Psi Kappa(USA)                   |
| 2006             | "Vicarious"                         | Tool                               | 6.3 Tool (USA)                             | 6.3 Tool (USA)                           | 6.3 Tool (USA)                           | 6.3 Tool (USA)                           | 6.3 Tool (USA)                           |
| 2002             | "VinterNoll2"                       | Kent                               | 15.3 Tesla's Coil (Australia)              | 11.5 Ted's Tiki Hut (Tahiti)             | 11.4 Ted's Tiki Hut (Tahiti)             | 15.3 Tesla's Coil (Australia)            | 15.1 Tesla's Coil (Australia)            |
| 2007             | "Weapon of Choice"                  | Black Rebel Motorcycle Club        | 18.3 Sunna´s Chariot (Asgard)              | 13.2 Recording Studio (Canadá)           | 15.4 Tesla's Coil (Australia)            | 13.5 Recording Studio (Canadá)           | 15.2 Tesla's Coil (Australia)            |
| 2007             | "What I've Done"                    | Linkin Park                        | 3.3 Bone Church (Poland) Encore            | 3.2 Phi Psi Kappa(USA)                   | 1.2 Pang Tang Bay (Hong Kong)            | 4.1 Ozzfest (Germany)                    | 1.3 House of Blues (Los Angeles ) Encore |
| 1967             | "The Wind Cries Mary"               | Jimi Hendrix                       | 14.5 AT&T Park (San Francisco)             | 12.4 AT&T Park (San Francisco)           | 14.5 AT&T Park (San Francisco)           | 14.5 AT&T Park (San Francisco)           | 14.5 AT&T Park (San Francisco)           |
| 2005             | "You're Gonna Say Yeah!"            | HushPuppies                        | 4.2 Pang Tang Bay (Hong Kong)              | 10.2 Will Heilm's Keep (England)         | 8.3 Wilted Orchid (Sweden)               | 3.3 Wilted Orchid (Sweden) Encore        | 4.4 Bone Church (Poland) Encore          |
| 2008             | "Zakk Wylde Guitar Duel"            | Zakk Wylde                         | 7.5 Swamp Shack (Louisiana) Boss Battle    | --                                       | --                                       | --                                       | --                                       |

## Personajes
Además de la posibilidad de crear a un personaje propio, el videojuego incluye a Ozzy Osbourne, Zakk Wylde, Hayley Williams de Paramore, Sting, Jimi Hendrix, Ted Nugent, al igual que el baterista de Blink 182, Travis Barker, Billy Corgan.
A todo esto se le agregan los personajes ya tradicionales de la saga Guitar Hero como lo son Izzy Sparks, Axel Steel, Midori, Judy Nails, Johnny Napalm, Lars Ümlaut, Casey Lynch y el regreso de la guitarrista gótica Pandora.
La versión para Wii incluye una modalidad llamada "Mii improvisación", que permite a los usuarios del Wii utilizar a uno de sus personajes Mii ya creados como personajes seleccionables en un modo de improvisación con la guitarra.